# 孙良录
孙良录（1916年12月2日—2014年4月19日），男，江苏无锡人，中国电影录音师，北京电影学院录音系副教授，曾任中国电影家协会理事。